# Sounds of Summer: The Very Best of The Beach Boys
Sounds of Summer: The Very Best of The Beach Boys es un álbum de compilación de The Beach Boys, editado en 2003, por el sello discográfico Capitol Records. El 11 de mayo de 2011 fue certificado triple platino por RIAA al vender tres millones de copias.

## Historia
Esta una compilación muy completa, puesto que abarca todas las épocas de la banda, con treinta canciones en setenta y seis minutos. Tiene casi todas las canciones que abarcaron el top 40, excepto "The Little Girl I Once Knew" n.º 20 y "It's OK".
Sounds of Summer: The Very Best of The Beach Boys iba a ser publicado en tres volúmenes entre los años 1999 y 2000, pero al final se decidió publicarlo en un solo CD. 
Este álbum llegó al puesto n.º 16 (su pico más alto desde 15 Big Ones de 1976), permaneciendo en las listas por 104 semanas, mientras que en el Reino Unido llegó al puesto n.º 46. Es uno de los álbumes compilatorios con más éxito de The Beach Boys, llegando a obtener doble platino en los Estados Unidos en 2005, el disco de platino en Canadá y en Australia. La celebración de sus 50 años hizo que el álbum alcance la certificación de triple platino en Estados Unidos.

## Lista de canciones
1. "California Girls" (Brian Wilson/Mike Love 1965) – 2:44
  - Nuevo remix estéreo de Endless Harmony Soundtrack
2. "I Get Around" (Brian Wilson/Mike Love 1964) – 2:13
3. "Surfin' Safari" (Brian Wilson/Mike Love 1962) – 2:05
4. "Surfin' USA" (Brian Wilson/Chuck Berry 1963) – 2:27
5. "Fun, Fun, Fun" (Brian Wilson/Mike Love 1964) – 2:18
6. "Surfer Girl" (Brian Wilson 1963) – 2:27
7. "Don't Worry Baby" (Brian Wilson/Roger Christian 1964) – 2:47
8. "Little Deuce Coupe" (Brian Wilson/Roger Christian 1963) – 1:38
9. "Shut Down" (Brian Wilson/Roger Christian 1963) – 1:48
  - Nuevo estéreo remix
10. "Help Me, Rhonda" (Brian Wilson/Mike Love 1965) – 2:46
11. "Be True to Your School" (Brian Wilson/Mike Love 1963) – 2:08
12. "When I Grow Up (To Be a Man)" (Brian Wilson/Mike Love 1964) – 2:02
13. "In My Room" (Brian Wilson/Gary Usher 1963) – 2:12
14. "God Only Knows" (Brian Wilson/Tony Asher 1966) – 2:51
15. "Sloop John B" (trad. arr. Brian Wilson 1966) – 2:57
  - Nueva versión mezcla estéreo del box set The Pet Sounds Sessions
16. "Wouldn't It Be Nice" (Brian Wilson/Tony Asher/Mike Love 1966) – 2:31
  - Nuevo remix en estéreo de la reedición de Pet Sounds en 2001
17. "Getcha Back" (Mike Love/Terry Melcher 1985) – 3:00
18. "Come Go with Me" (C.E. Quick 1978) – 2:05
19. "Rock and Roll Music" (Chuck Berry 1976) – 2:27
20. "Dance, Dance, Dance" (Brian Wilson/Carl Wilson/Mike Love 1964) – 2:00
  - Nueva mezcla estéreo
21. "Barbara Ann" (Fred Fassert 1965) – 2:11
22. "Do You Wanna Dance?" (Bobby Freeman 1965) – 2:18
23. "Heroes and Villains" (Brian Wilson/Van Dyke Parks 1967) – 3:38
24. "Good Timin'" (Brian Wilson/Carl Wilson 1979) – 2:12
25. "Kokomo" (John Phillips/Mike Love/Scott McKenzie/Terry Melcher 1988) - 3:35
26. "Do It Again" (Brian Wilson/Mike Love 1968) – 2:18 
  - Versión de sencillo, sin los efectos de carpinteros trabajando
27. "Wild Honey" (Brian Wilson/Mike Love 1967) – 2:37
28. "Darlin'" (Brian Wilson/Mike Love 1967) – 2:12
29. "I Can Hear Music" (Jeff Barry/Ellie Greenwich/Phil Spector 1969) – 2:36
30. "Good Vibrations" (Brian Wilson/Mike Love 1966) – 3:36